# Andrej Trifonov
Andrej Fjodorovič Trifonov (rusky Андрей Фёдорович Трифонов, 1. května 1965, Debalceve, Doněcká oblast, Ukrajinská SSR, Sovětský svaz) je ruský politik a podnikatel, poslanec ruské Státní dumy.
Svou kariéru zahájil jako hlavní ekonom státního statku Jantarnyj v Rostovské oblasti, byl ředitelem malého státního podniku Kontakt v Rostovské oblasti, zástupcem generálního ředitele společnosti Promenergokomplekt. V letech 2005-2021 ředitel pro speciální zařízení, poté obchodní ředitel, první náměstek generálního ředitele, generální ředitel strojírenského podniku Tjažmaš (Syzran, Samarská oblast). Od roku 2021 poslanec Státní dumy Ruské federace VIII. volebního období za stranu Jednotné Rusko. 
Trifonov se počátkem roku 2022 připojil k výzvě, aby Vladimir Putin uznal nezávislost separatistických území na východě Ukrajiny, a proto byl zařazen na sankční seznam Evropské unie. V květnu Finanční analytický úřad ministerstva financí v rámci sankcí vyhlášených v souvislosti s ruskou invazí na Ukrajinu předběžným opatřením zmrazil akcie firmy ČKD Blansko Holding, které vlastní Trifonov. Zároveň v důsledku zpřísněni sankčního režimu došlo ke zrušení veškerých bankovních účtů firmy. 
V dubnu 2024 na sebe společnost podala insolvenční návrh 